# Česká Kanada

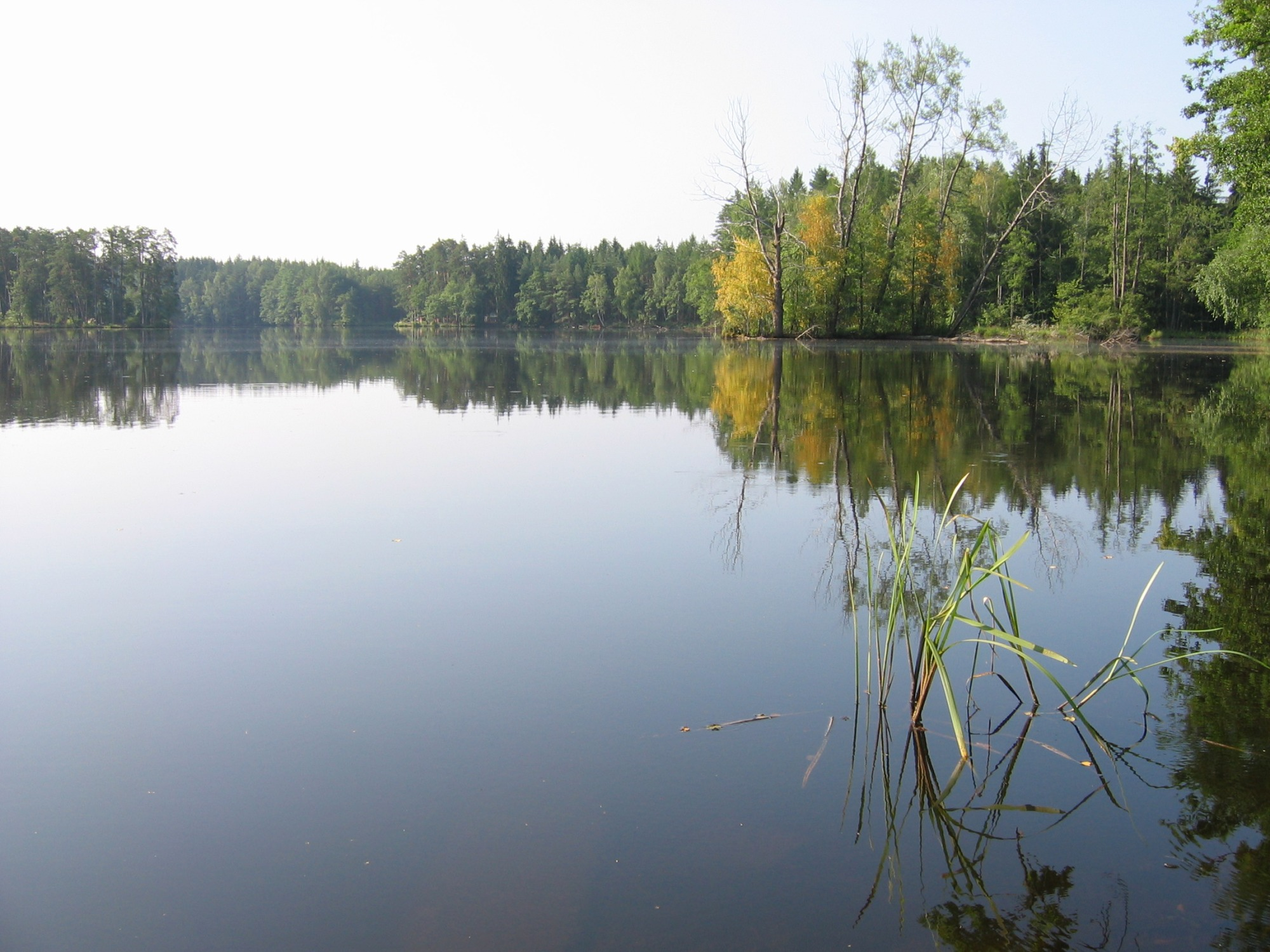
Seenlandschaft bei Chlum u Třeboně

Česká Kanada (deutsch Böhmisch(es) Kanada) ist eine Landschaft in der Tschechischen Republik. Sie liegt im Grenzgebiet zwischen Böhmen und Mähren und grenzt an Österreich. Dieses „Kanada“ mit seiner Bewaldung bildet die landschaftliche Fortsetzung des Waldviertels.

## Gebirge
Den nordwestlichen Teil bildet das Bergland von Jindřichův Hradec (Neuhaus). Südlich davon schließt sich das Wittingauer Becken an. Die Landschaft ist hügelig und stark bewaldet. Das Bergland erstreckt sich von Nová Bystřice (Neubistritz) bis an den nördlichen Böhmisch-Mährischen Höhenzug. Den östlichsten Teil bildet die Hügellandschaft Dačice (Datschitz) in der Form einer langgezogenen Bodensenke. Bizarre Felsengebilde findet man in der Nähe von Theresienstein (Terezín) und Kunžak. Die höchste Erhebung ist der Berg Vysoký kámen 738 Meter ü. M. Prägnant sind Šibeník (732 m), Kunějovský vrch (725 m), Studnice (722 m), Bukový vrch (721 m), Větrov (714 m) und Čihadlo (700 m). Die Berge sind überwiegend flach mit zerstreuten Felsbrocken, Felsbecken, Wackelsteinen und großformatigen Steinen auf den Gipfeln. Die Landschaft um Jihlava (Iglau) besteht aus höheren Bergen.

## Gewässer
Zwei Flüsse mit zahlreichen Zuflüssen leiten die zahlreichen Niederschläge ab: die Nežárka über Moldau und Elbe zur Nordsee sowie die Mährische Thaya (Moravská Dyje) über Thaya, March und Donau ins Schwarze Meer. Von einzelnen Bächen werden zahlreiche Teiche gespeist. Zu den größten und wichtigsten Teichen gehören der Kačležský (176 ha), Krvavý (127 ha), Ratmírovský (78 ha) und andere, vor allem im westlichen Bereich der Region. Die Teiche dienen der Fischzucht und der Bewässerung, sind aber auch Nestorte, Brut- und Sammelplätze für zahlreiche Wasservögel. Zudem sind sie beliebte Badeziele.

## Klima
Das Klima hier ist mit seinen niedrigeren Durchschnittstemperaturen und ausgiebigen Niederschlägen relativ rau, Grund für den Namen der Region.

## Geschichte

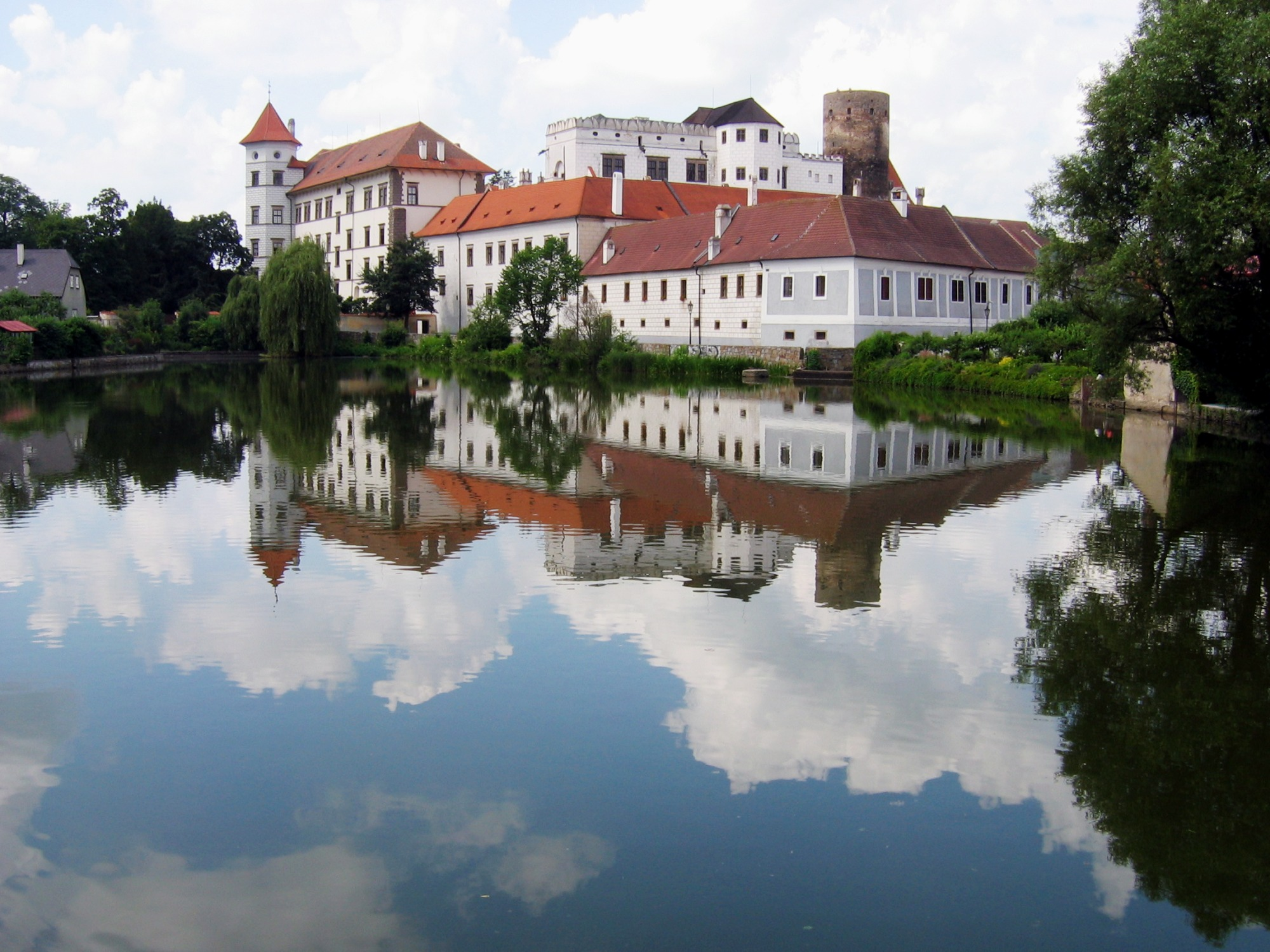
Schloss Jindřichův Hradec

Die Besiedlung begann im 12. Jahrhundert, als die Umgebung von Jindřichův Hradec in den Besitz der Witigonen kam. Im 13. Jahrhundert entstanden die ersten Burgen, Städte und Marktflecken. Von Südwesten kamen bayrische Stämme; in westlicher Richtung begann die Kolonisierung durch böhmische Stämme. Jindřichův Hradec wurde zum Zentrum der Macht. Während der Hussitenkriege wurden Städte und Burgen in Mitleidenschaft gezogen. Am meisten traf es Nová Bystřice und Landštejn.
Im 16. Jahrhundert entwickelten sich vor allem die Wirtschaft und entsprechend die Zünfte. Aus dieser Zeit stammen auch die bürgerlichen Gebäude aus dem Stadtkern. Der Verarmung und dem Verfall während des Dreißigjährigen Krieges folgte im 18. Jahrhundert die erste Ansiedlung von Manufakturen für die Verarbeitung von Textilien, Glas und Eisen.
In der Mitte des 20. Jahrhunderts kam es in Böhmisch Kanada zu Konflikten zwischen tschechischer, deutscher und jüdischer Bevölkerung. 1938 wurde das Gebiet an das Deutsche Reich angeschlossen, Tschechen und Juden wurden ins Inland vertrieben oder in Lagern interniert. Nach dem Zweiten Weltkrieg erfolgte die Vertreibung der Deutschen. Rajchéřov, Maříž und andere Ortschaften wurden in den Folgejahren wegen der Nähe zur österreichischen Grenze ausgesiedelt. Sehenswürdigkeiten wie das Schloss in Maříž wurden ebenfalls zerstört.

## Besonderheiten
Den Besuchern werden Erholungsmöglichkeiten an vielen Seen, Flusstälern und ausgedehnten Waldgebieten geboten. Auch die Kulturdenkmäler wurden restauriert und sind wieder zugänglich.
Beliebt ist die Stadtarchitektur von Jindřichův Hradec und Slavonice, aber auch die Reste der mittelalterlichen Burgen Landstein, Vítkův Hrádek, die zudem in reizvollen Landschaften liegen. Als sehenswert gelten auch die von den Archäologen restaurierten Pfahlbauten von Pfaffenschlag aus dem 11. Jahrhundert. Aus dem 19. Jahrhundert stammen das Schloss Český Rudolec, das Dobrohoř in Staré Město pod Landštejnem und die Villa der Familie Landfras in Jindřichův Hradec. In dem östlichen Teil der Region findet man Spuren der früher dort ansässigen jüdischen Gemeinden, wie die Synagogen in Jindřichův Hradec und Telč.

## Sehenswürdigkeiten
- Burg Landštejn

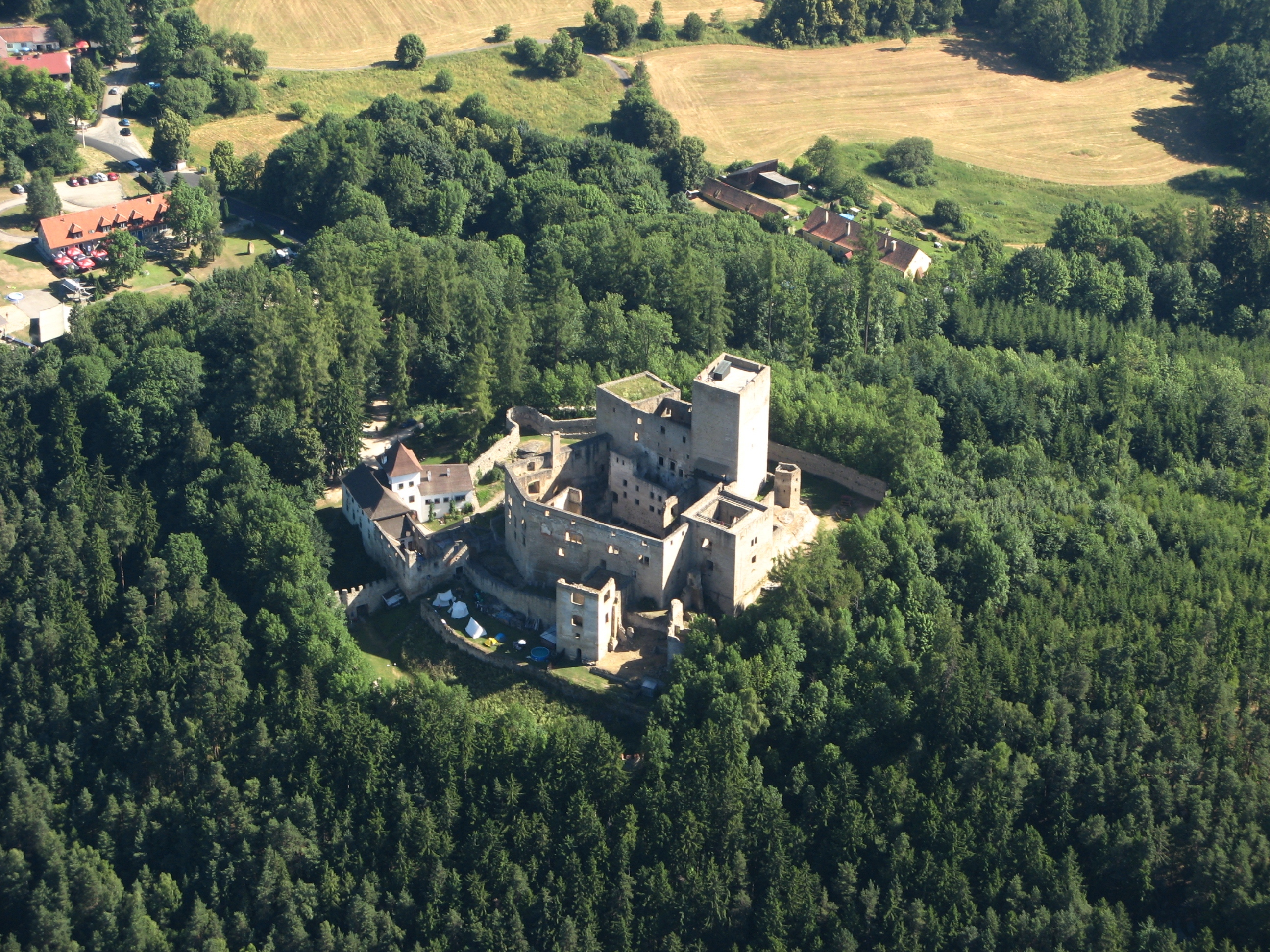
Burg Landštejn

- Grenzbefestigungen aus den Jahren 1937 bis 1938. Ein Naturlehrpfad führt von der Burg Landštejn nach Slavonice entlang der ersten Verteidigungslinie gegen Deutschland. Die zweite Linie wurde von den Nationalsozialisten im Krieg zerstört. Lediglich in der Nähe von Hejlíček und Střmilov sind noch Trümmerreste erhalten.
- Stadt Slavonice
- Stadt Nová Bystřice
- Das Tal der erloschenen Dörfer, die wegen ihrer Lage am Eisernen Vorhang während der kommunistischen Herrschaft in den 1950er Jahren zerstört wurden. Heute ist es eine unbesiedelte Wildnis.
- Die 79 km lange Schmalspurbahn der JHMD zwischen Obrataň, Jindřichův Hradec und Nová Bystřice.